# سادات دالبري (مقاطعة دهلران)
سادات دالبري (بالفارسية: سادات دالپری) هي قرية تقع في قسم نهرعنبر الريفي (مقاطعة دهلران) في إيران. يقدر عدد سكانها بـ 499 نسمة بحسب إحصاء 2016.